# دير اللطرون
دير اللطرون هو دير كاثوليكي يقع في قرية عمواس المُهجَّرة بمنطقة اللطرون إلى الشمال الغربي من القدس في الضفّة الغربيّة، فلسطين. تم تشييده عام 1890، وهو من المباني القليلة المُتبقيّة في القرية بعد أن دمّرتها إسرائيل إثر احتلالها في حرب 1967. وهو يشمل كنيسة كبيرة ومساكن للرهبان، وتقع في حديقته آثار.

## تاريخ
أقام الدير رهبان كاثوليك فرنسيّون في عام 1890، ولقد وساهم أهالي القرى الفلسطينيّة بإكماله لاحقًا. تضرّر الدير في الحرب العالميّة الأولى، لكن الرهبان رمموه في 1927. يُعتبر الدير من المباني القليلة المتبقية في قرية عمواس الفلسطينيّة التي احتلتها إسرائيل في عام 1967 ودمّرتها وطردت أهلها مع أهالي قريتيّ يالو وبيت نوبا، كما تعرّض للإعتداء من قبل المستوطنين الإسرائيليين.
يتوافد في هذه الأيّام العديد من الحجّاج والسيّاح والزوّار يوميًا إلى الكنيسة التابعة للرهبان اللاترابيين، الذين يقيمون الصلوات اليوميّة فيها بالإضافة إلى منح الجالية الأجنبيّة من دول الاتحاد السوفييتي سابقًا الحق بإقامة الصلاة الأسبوعيّة في أيام السبت. كما ويتوافدون إلى متجر الدير والذي يُباع فيه الأشغال اليدويّة الدينيّة، ومحاصيل أراضي الدير من زيت الزيتون والخلّ والنبيذ الأحمر والأبيض وأغراض أخرى تساعد في دعم الدير ورهبانه اقتصاديًا.

## صور

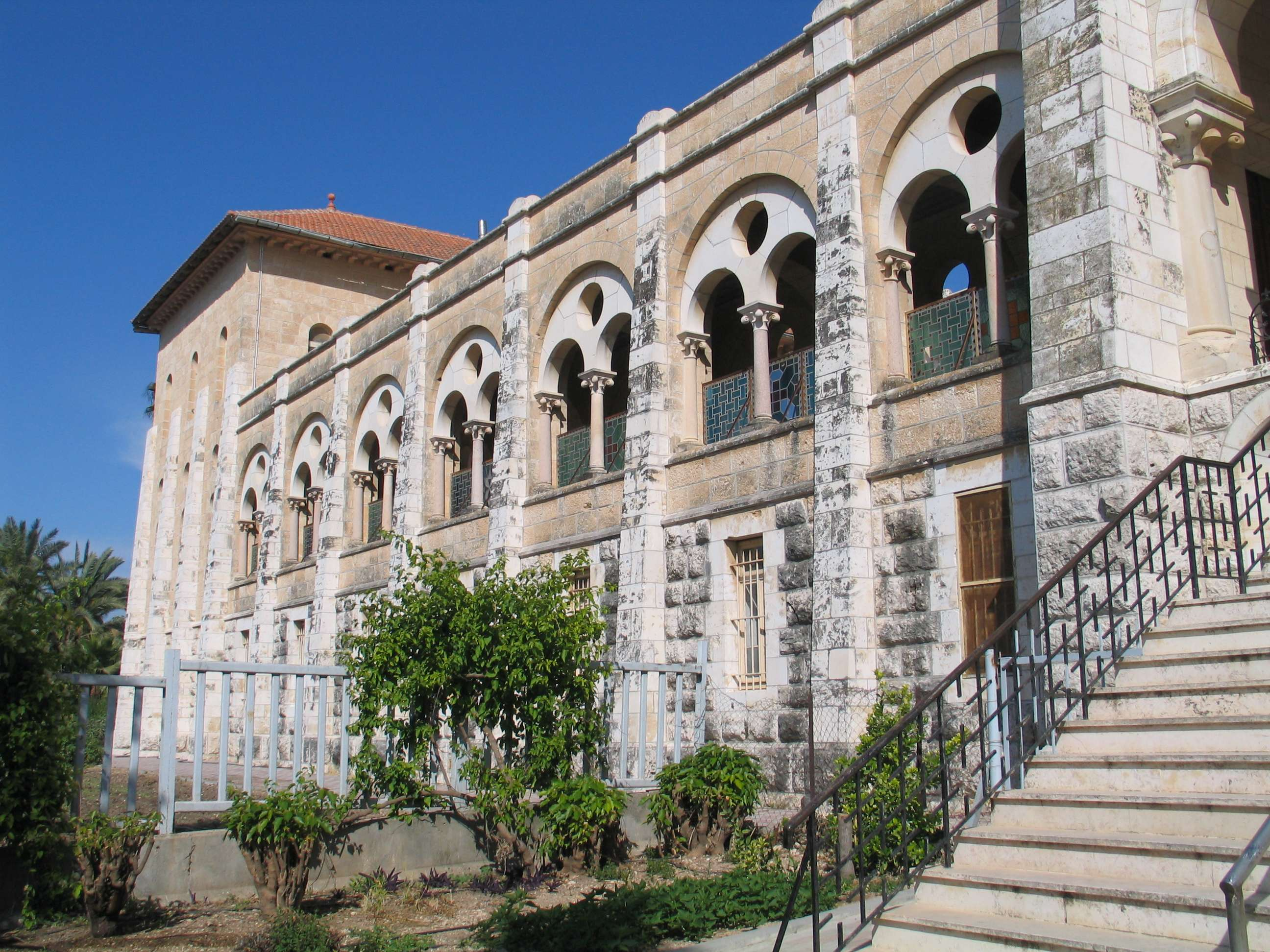
الواجهة الرئيسية لكنيسة الدير
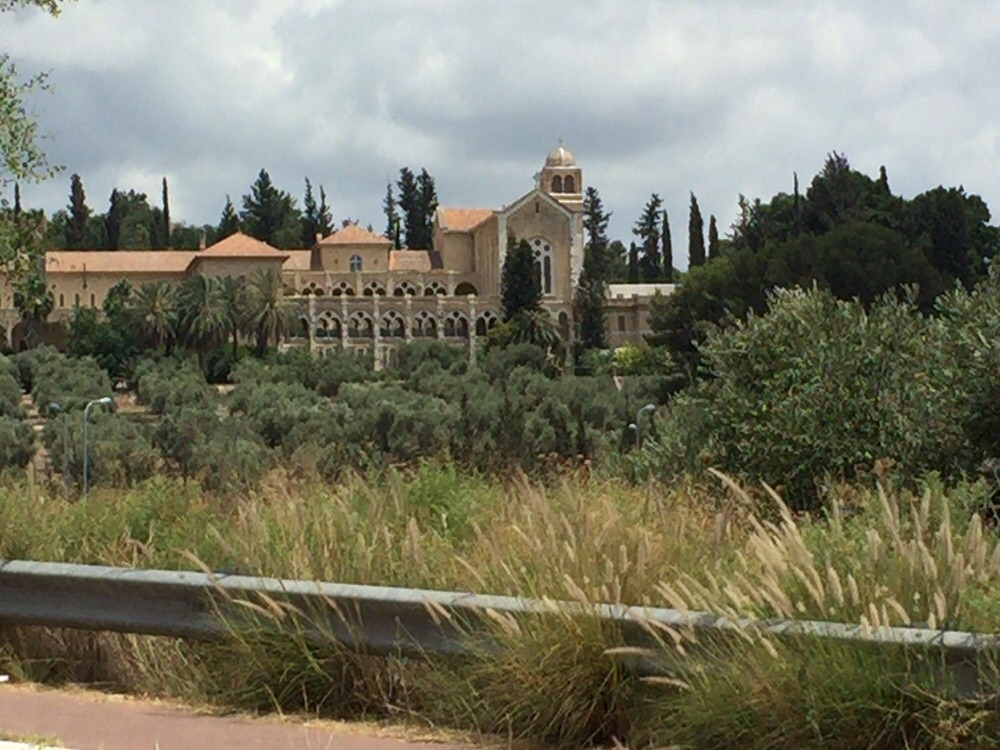
أراضي الدير
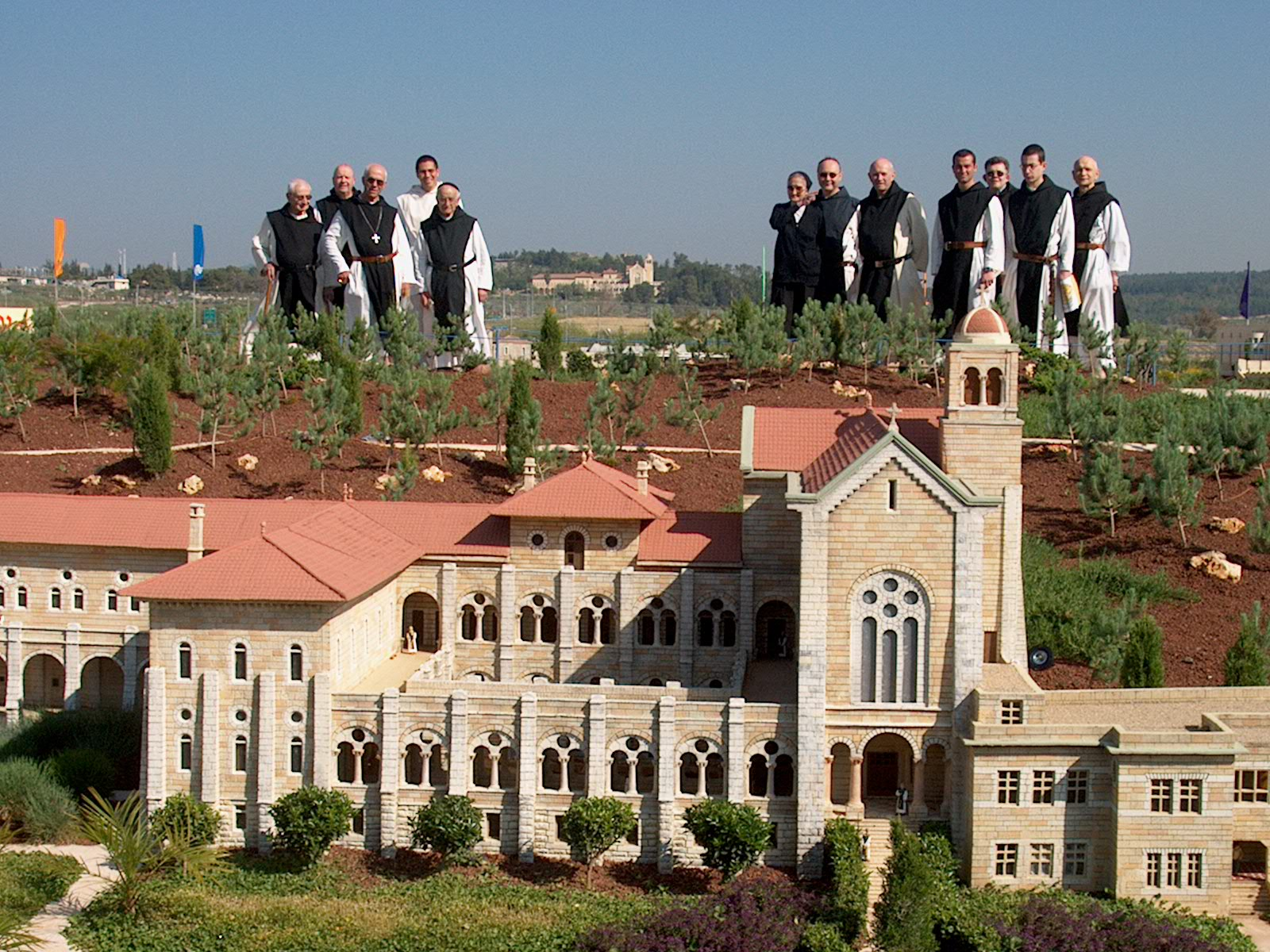
مُجسَّم للدير

## وصلات خارجية
- صورة جويّة لدير اللطرون في اللطرون، فلسطين - ويكيمابيا